# Идлиб
И́длиб (на арабски: ادلب) е град в северозападната част на Сирия, административен център на мухафаза Идлиб. Населението му към 2004 година е 98 791 души, предимно мюсюлмани - сунити.

## Икономика
Градът е център за производство на маслини, памук, пшеница и плодове, особено череши. Други разпространени култури в околността са бадеми, сусам, смокини, грозде и домати.

## Галерия
- Византийски храм в близост до Идлиб